# Eugen Schulz-Breiden
Eugen Schulz-Breiden, in den USA Eugene S. Bryden, (* 1. März 1902 in Jena, Deutsches Reich; † 27. Januar 1951 in Los Angeles, Vereinigte Staaten) war ein deutschamerikanischer Schauspieler, Regisseur und Dramaturg.

## Leben und Wirken
Schulz-Breiden war zur Zeit der Weimarer Republik Jahren als Dramaturg, Schauspieler und Regisseur sowohl in der deutschen Provinz (z. B. am Badischen Landestheater in Karlsruhe) als auch im Ausland (am Schauspielhaus Zürich) tätig. In der Schweiz wurde Eugen Schulz-Breiden von der nationalsozialistischen Machtergreifung in der deutschen Heimat überrascht. Daraufhin kehrte er nach Ende seiner Bühnenverpflichtung nicht mehr ins Reich zurück, sondern emigrierte nach Österreich. 1937 erhielt der gebürtige Jenaer die Regieassistenz bei dem musikalischen Filmlustspiel Rote Rosen – blaue Adria sowie die Regie und Drehbuchbeteiligung bei dem filmischen Reiselustspiel Sprung ins Glück angeboten. Dabei handelte es sich um zwei deutschsprachige Fassungen von österreichisch-tschechoslowakischen Filmen, beides Produktionen der Metropolitan-Film mit Rolf Wanka in der männlichen Hauptrolle. 
1938 floh Eugen Schulz-Breiden infolge der Annexion Österreichs via Kuba in die USA. In New York City ebenso wie seit 1941 auch an der Westküste inszenierte der Exilant unter dem amerikanisierten Namen Eugene S. Bryden u. a. die Stücke Soliloquy (1938), As You Like it (auch Produktion, 1941), Love or Leave (1944), The Pirates of Penzance und If the Shoe Fits (beides 1946). Im Februar 1947 wurde Breiden / Bryden in die Vereinigten Staaten eingebürgert. Zuletzt, zu Beginn der 1950er Jahre, fand der Wahlamerikaner ein wenig Beschäftigung beim regionalen Rundfunknetzwerk Don Lee Network.